# Escuela de Ingeniería de la Universidad de Míchigan
La Escuela de Ingeniería de la Universidad de Míchigan (en inglés: University of Michigan College of Engineering) es el centro docente de ingeniería de la Universidad de Míchigan.
La escuela se fundó en el 1854, con cursos en ingeniería civil. Desde su fundación, la escuela de Ingeniería ha ido estableciendo los primeros programas en el mundo en ingeniería aeronáutica (1914), ingeniería informática, ingeniería eléctrica, e ingeniería nuclear. El programa de Ciencia de Materiales e Ingeniería es el programa más antiguo de metalurgia y materiales en los Estados Unidos. El programa de ingeniería biológica es el de más reciente creación. 
La escuela ocupa el campus norte de la Universidad.

## Programas académicos

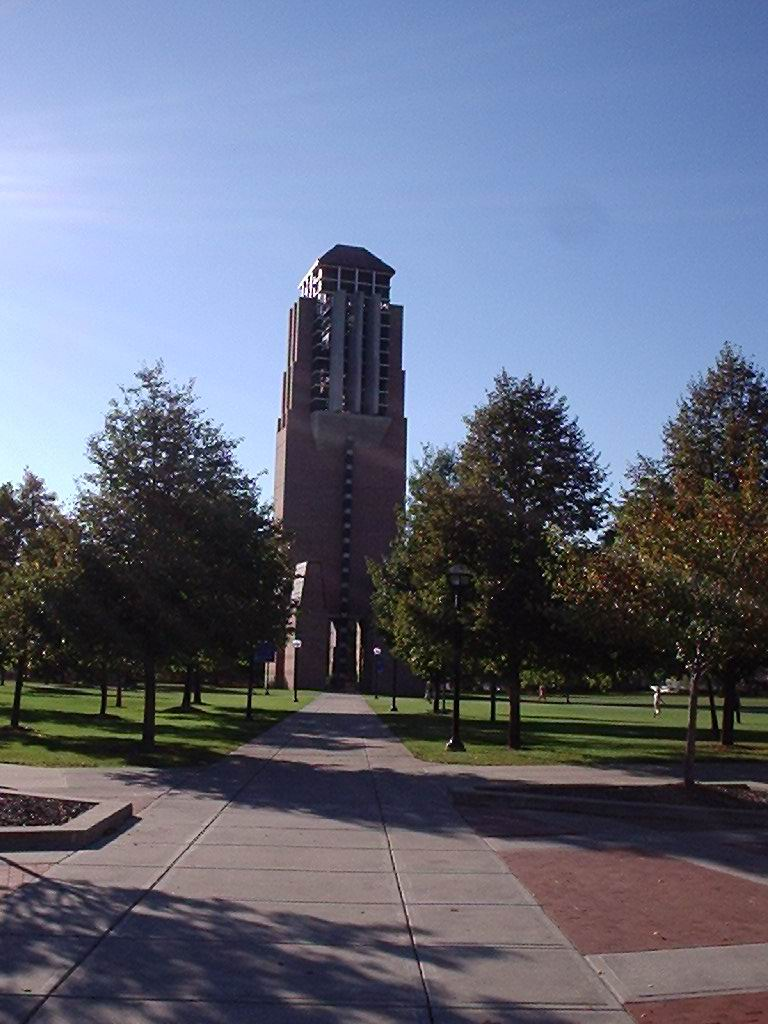
Campus norte de la universidad, donde se ubica la escuela de Ingeniería.

La escuela otorga títulos de grado, maestría y doctorado en los siguientes 15 programas:
- Ingeniería aeronáutica
- Ingeniería biológica
- Ingeniería química
- Ingeniería civil y ambiental
- Ingeniería informática
- Ciencias de la computación
- Ciencia e Ingeniería de sistemas de la Tierra
- Ingeniería eléctrica
- Ingeniería física
- Ingeniería industrial y Operaciones
- Programa Interdisiplinario
- Ciencia de Materiales e Ingeniería
- Ingeniería Mecánica
- Ingeniería Marina y arquitectura naval
- Ingeniería nuclear y ciencias radiológicas